# Порто Вељо
Порто Вељо (порт. Porto Velho) град је у Бразилу у савезној држави Рондонија. Према процени из 2007. у граду је живео 371.791 становник.

## Становништво
Према процени из 2007. у граду је живео 371.791 становник.
| 1991.   | 2000.   |
| ------- | ------- |
| 287,534 | 334,661 |